# Муйдинов, Абубакир
Абубакир Муйдинов (узб. Abubakr Muydinov; 7 июля 2000, Андижан, Узбекистан) — узбекистанский футболист, полузащитник.

## Карьера
Футбольную карьеру начинал в 2019 году в составе клуба «Бунёдкор». 6 апреля 2019 года в матче против клуба «Навбахор» дебютировал в узбекистанской Суперлиге.
В сентябре 2019 года перешёл в эмиратский клуб «Ан-Наср» Дубай.
В 2020 году играл за португальский клуб «Лейшойнш U-23».
В апреле 2021 года подписал контракт с эстонским клубом «Тулевик». 30 июня 2021 года в матче против клуба «Нымме Калью» дебютировал в эстонской Мейстрилиге. 31 июля 2021 года в матче против клуба «Таммека» (5:3) забил свой дебютный мяч в эстонской Мейстрилиге.

## Клубная статистика
| Игровая карьера | Игровая карьера | Игровая карьера | Лига | Лига | Кубок | Кубок | Межд. | Межд. | Др. | Др. |
| --------------- | --------------- | --------------- | ---- | ---- | ----- | ----- | ----- | ----- | --- | --- |
| 2019            | Бунёдкор        | А               | 1    | 0    | —     | —     | —     | —     | —   | —   |
| 2021            | Тулевик         | А               | 15   | 3    | —     | —     | —     | —     | —   | —   |